# Pitkäjärvi (sjö i Finland, Norra Savolax, lat 63,05, long 27,53)
Pitkäjärvi är en sjö i Finland. Den ligger i kommunen Siilinjärvi i landskapet Norra Savolax, i den centrala delen av landet, 300 km norr om huvudstaden Helsingfors. Pitkäjärvi ligger 86,4 meter över havet. Den är 15 meter djup. Arean är 59,2 hektar och strandlinjen är 8,09 kilometer lång. Sjön  ingår i Vuoksens huvudavrinningsområde. 